# Рамі (Сирія)
Рамі (араб. رامي, англ. Rami) — поселення в Сирії, що становить невеличку друзьку общину в нохії  Аль-Мушаннаф, яка входить до складу однойменної мінтаки Ес-Сувейда в південній сирійській мухафазі Ес-Сувейда.